# Храм Воскресения Христова (Подольск)
Храм Воскресения Христова — православный храм в городе Подольске Московской области, относится к Подольской епархии Московской митрополии Русской Православной Церкви. Настоятель — иерей Серафим (Покатилов).
В Воскресенском храме находится копия чудотворной Иерусалимской иконы Богородицы.

## История
Церковь Воскресения Словущего (или просто Воскресенская церковь) на Красной улице села Подол (в то время вотчины московского Данилова монастыря) упоминается ещё в писцовых книгах 1627—1628 года. Первая церковь была деревянной, что стало причиной пожара в 1722 году. В 1728 году в Синодальный Казённый приказ было направлено обращение о строительстве каменного храма. В конце XVIII века Воскресенская церковь стала соборным храмом города, а соборный настоятель — благочинным церквей Подольского округа Московской епархии. В конце XVIII столетия по благословению архиепископа Московского и Калужского Платона (Левшина) храм обновили, вероятно, в это же время построен второй придел во имя Святой Троицы. Во время Отечественной войны 1812 г. настоятелем храма Воскресения Христова, священником Феофилактом Ивановым, от разграбления неприятелем была спасена церковная утварь. Храм был вновь освящен после освобождения города в 1813 году, Троицкий придел — 8 марта, центральный престол — 30 марта, а позже — и придел святителя Николая, находившийся в то время внутри здания.
Однако в дальнейшем, после постройки Троицкого собора, храм стал кладбищенской церковью. Затем богослужения были прекращены из-за ветхости здания. В середине XIX века церковь отремонтирована, восстановлен самостоятельный приход.
В 1903 году за счёт добровольных пожертвований прихожан перестроен Никольский придел, который был пристроен к зданию снаружи.
С установлением советской власти была проведена конфискация церковного имущества, а в марте 1929 года Воскресенская церковь закрыта. Впоследствии церковь значительно видоизменилась (в том числе, разобрана колокольня), и превращена в мастерскую по изготовлению надгробных памятников. На прилегающем кладбище, закрытом в 1924 году, построен индустриальный техникум, а также установлена спортивная и детская площадки. Впоследствии церковь использовалась и для других хозяйственных целей. Первая Божественная Литургия состоялась только в 1995 году. В период с 1994 по 1999 года Воскресенская церковь была значительно обновлена.